# Pie Tshibanda
 (juillet 2021).
Si vous disposez d'ouvrages ou d'articles de référence ou si vous connaissez des sites web de qualité traitant du thème abordé ici, merci de compléter l'article en donnant les références utiles à sa vérifiabilité et en les liant à la section « Notes et références ».
Pie Tshibanda est un écrivain et conteur congolais né à Kolwezi, région du Katanga en 1951 et installé en Belgique depuis 1995.

## Biographie
La famille de Pie Tshibanda est originaire du Kasaï et fait partie de nombreux Congolais venus au Katanga pour y travailler dans les mines.
Après des études de psychologie à l’université de Kisangani, il travaille de 1977 à 1987, en tant que professeur des humanités secondaires, conseiller d’orientation scolaire et directeur des études, dans divers établissements du Katanga.
De 1987 et 1995, il est psychologue d’entreprise à la Gecamines à Lubumbashi.
En 1995 une épuration ethnique à l’encontre des Zaïrois originaires du Kasaï éclate au Katanga. Les Kasaïens qui échappent aux massacres après avoir tout perdu, se trouvent parqués durant des semaines dans des conditions épouvantables dans divers lieux, dont la gare de Likasi, en attente d’évacuation.
Pie Tshibanda estime devoir dénoncer les massacres dont il a été témoin. Il réalise un film vidéo, publie une bande dessinée et écrit plusieurs articles. Devenu un témoin gênant, Pie est contraint, avec sa famille, de quitter le Congo où il est en danger de mort. Il obtient l’asile politique en Belgique.
D’intellectuel estimé, le voilà passé au statut de réfugié ; à 44 ans, il se trouve alors confronté à l’exil et à la solitude, aux problèmes de communication et aux différences culturelles. Il réalise les difficultés qu’il va avoir pour se faire sa place, faire venir son épouse et ses six enfants et faire reconnaître ses diplômes.
Installé dans un village du Brabant wallon, il reprend des études universitaires à l'UCL (licence en sciences de la famille et sexualité), s’investit dans une école de devoir, le Court Pouce à Court-Saint-Étienne.
En 1999 il crée son premier spectacle, Un fou noir au pays des Blancs, dans lequel il évoque son « parcours du combattant » dans les « procédures de droits d'asile ». Le succès rencontré le conduira en tournée dans toute l’Europe francophone, au Québec, puis en Afrique où son témoignage est également apprécié.
Son second spectacle s’intitule : Je ne suis pas sorcier. Il y compare la modernité occidentale et les traditions africaines avec leurs problèmes respectifs.

## Distinctions
- 2005 :  Officier de l'ordre de Léopold II[2]

## Publications
- 1979 Femmes libres femmes enchaînées éd. Saint Paul Afrique, Lubumbashi
- 1987  Psychologie éd. Impala, Lubumbashi,
- 2001  Sexualité, amour et éducation des enfants, Médiaspaul,

Textes littéraires :
- 1980 De Kolwezi à Kasai (roman), éd. Saint Paul Afrique, Kinshasa
- 1981 Je ne suis pas un sorcier (roman), éd. Saint Paul, Kinshasa
- 1984 Londola ou cercueil volant (nouvelles), éd. Saint Paul Lubumbashi
- 1986 Au clair de la lune (contes) , à compte d’auteur
- 1990 Train des malheurs (récit), éd. Saint Paul, Lubumbashi,
- 1994 Un cauchemar (roman), éd. Impala, Lubumbashi
- 1999 Un fou noir au pays des blancs (roman), éd. Pré aux sources, Bruxelles
- 2001 Ces enfants qui n’ont envie de rien, éd. Bernard Gilson, Bruxelles
- 2004 Avant qu'il soit trop tard (récit), éd. Memor, Bruxelles

Bandes dessinées :
- 1989 Alerte à Kamoto éd. Lanterne, Lubumbashi
- 1995 Les refoulés du Katanga éd. Impala, Lubumbashi
- 2010 Des clandestins à la mer, les tribulations de Yado, dessins de Tchibemba, éd. Coccinelle
- 2014 Questions de vie ? Répondre ensemble !, éd. Rayon de Soleil, Court-Saint-Etienne